# Daniel Musy
Daniel Musy (Brasília, 17 de novembro de 1973) é um saxofonista, flautista e gaitista brasileiro.

## Biografia
Iniciou seus estudos de música aos sete anos, na Escola de Música de Brasília. Concluiu o curso técnico em violão erudito e saxofone em 1990 e dois anos mais tarde, foi para os Estados Unidos estudar na mundialmente famosa Berklee College of Music, em Boston. 
Em 2004, mudou para o Rio de Janeiro. Trabalhando como músico e também como produtor/engenheiro de áudio no cenário carioca, teve a oportunidade de conviver e trabalhar com diversos nomes consagrados. Torcuato Mariano, Jorge Vercilo, Leila Pinheiro, Léo Gandelman, Moogie Canazio, Isabella Taviani, Hamilton de Holanda.
No final de 2004, por indicação do seu “padrinho musical” Milton Guedes, foi convidado pelo grupo Roupa Nova para integrar a turnê RoupAcústico2 como saxofonista, flautista e gaitista. Durante a turnê, a amizade construída e convivência, resultaram quatro anos mais tarde, no convite para lançar seu primeiro trabalho solo “Roupa Nova Convida Daniel Musy”, que foi lançado pelo selo Roupa Nova Music. Atualmente, Daniel Musy continua como saxofonista do grupo Roupa Nova.

## Discos gravados
Durante seus 25 anos de carreiras, Daniel já participou de mais de 100 álbuns.
- Pra balançar o esqueleto (Bigroove)
- Gravura (Clodo ferreira)
- A nova cara do Velho choro (Dois de Ouro)
- Funkfarra (Lovvie e Funkfarra)
- Goya (Goya)
- Minha Missão (Ana Magdala)
- A cara do Tato (Cleiton Aguiar)
- Samba Funk (Kiko Peres)
- A roda do Tempo (Pelicanos da Lua)
- Hamilton de Holanda (Hamilton de Holanda) * Nominado ao Latin Grammy- melhor álbum instrumental
- Gabriel Grossi (Gabriel Grossi)
- Observatório (André Vasconcellos)
- Gabriel Grossi (Gabriel Grossi)
- Adelmo Casé (Adelmo Casé)
- Quintal do meu mundo (Rogério Midlej)
- Musica da Nuvens e do Chão (Hamilton de Holanda)
- A música de Hamilton de Holanda (Hamilton de Holanda)
- Pintando o sete (Rogério Caetano)
- Signo de Ar (Jorge Vercillo)
- LounJazz (Léo Gandelman)
- Dias Normais (Bruno Aguiar)
- 01 Byte 10 cordas (Hamilton de Holanda)
- Brasilianos (Hamilton de Holanda Quintet) * Nominado ao Latin Grammy – Melhor álbum instrumental
- Radamés e o Sax (Léo Gandelman)
- Hamilton de Holanda ao vivo (Hamilton de Holanda)
- Canção sem fim (Flávio Venturini)
- Brasilianos 2 (Hamilton de Holanda Quintet)
- Agora Sim (Isabella Taviani)
- Igreja Batista ao vivo (Cd gospel da comunidade batista)
- Rogério Caetano (Rogério Caetano)
- Cada um na sua (Sandro Balli)
- Sabe você (Léo Gandelman e convidados) CD/DVD
- O Rio e o Mar (Márcio Montarroyos)
- Roupa Nova Convida Daniel Musy (Daniel Musy)
- Pode acreditar (Banda DNA)
- Meu Louvor (Giselly Fonseca)
- So far from home (Torcuato Mariano)
- Designer pop (Stanley Netto)
- André Vasconcellos (André Vasconcellos)
- DNA (Jorge Vercillo)
- Sinfonia Monumental ao vivo (Hamilton de Holanda e Orquestra Sinfônica de Brasília)
- Roupa Nova 30 anos ao vivo (Roupa Nova) CD/DVD
- Um novo tempo (Faixa roupa Nova e Padre Fábio de Melo)
- Tito Marcelo
- Liah Soares (Quatro Cantos)
- Fina Estampa (Novela Globo)
- Hamilton de Holanda (Brasilianos 3) - * Nominado ao Latin Grammy - Melhor Engenharia de álbum
- Roupa Nova DVD (Cruzeiro Roupa Nova)
- Criança Esperança 2012 (Rede Globo)
- Felipe Portilho (Felipe Portilho)
- Jorge Vercillo (Cd/DVD Luar de Sol) - * Nominado ao Latin Grammy como melhor disco de MPB
- Hamilton de Holanda (Trio) - * Nominado ao Latin Grammy - Melhor álbum instrumental
- Roupa Nova (Ep inéditas)
- Milton Guedes (Mashups Vol 1)
- Renato Vasconcellos (Caneta e papel)
- Hamilton de Holanda (Caprichos) *Nominado ao Latin Grammy - Melhor álbum instrumental
- Bossanegra (Diogo Nogueira e Hamilton de Holanda)
- Gabriela Dotti (Aguas del tiempo)
- Jamz (Insano)
- Uzomi
- Hamilton de Holanda (Samba de Chico) * Vencedor do Latin Grammy -  Melhor album instrumental
- Izabella Rocha (Gaia)
- Hamilton de Holanda (Casa de Bituca)
- Anavitória (Anavitória)
- Rock Story - Trilha Original
- Segundo Sol - Trilha Original
- Malhação Toda Forma de Amar - Trilha Original
- Bom Sucesso - Trilha Original
- Hamilton de Holanda e Mestrinho Ao Vivo
- Arthur Valadão - EP 2020
- Cassiano Andrade e Jorge Vercillo - Silgle
- Malhação Transformação - Trilha Original